# Galos (pueblo)
Los galos eran los pueblos que habitaron lo que hoy es Francia, Bélgica, el oeste de Suiza y las zonas de Países Bajos y Alemania al oeste del río Rin y una franja aún poco determinada de este último país, a la orilla oriental del río.
Los griegos les llamaron celtas hasta que los romanos les denominaron “galos”, y a su gran región la Galia. Ya los mismos romanos habían notado esto, por lo que hacían una diferencia entre la Galia Cisalpina (de este lado de los Alpes) y la Galia Transalpina (del otro lado de los Alpes). A su vez, la Transalpina se dividía en cuatro partes que, según la época de Roma, llamaron Gallia belgica (de celtas menos ortodoxos), la Galia comata o "melenuna" (la netamente celta o tradicional), la Gallia aquitana (con celtas de características diversas o poco definidas) y la Gallia liguria o Celtoligur, la primera en ser anexada a Roma como provincia.

## Introducción
Los galos (o celtas) se extendieron por toda Europa desde siglos antes de la llegada de los romanos. Era gente en continua migración, a quienes los griegos llamaron keltói, aunque se piensa que con este nombre no estaban señalando a un único pueblo, sino a esa gente que se desplazaba y se situaba en determinados territorios, identificándolos realmente con los hiperbóreos.
Por eso los historiadores y geógrafos griegos, al observar las migraciones y escribir sobre los keltói (galos), decían:
“La Céltica está más allá de los Alpes”, “La Céltica está cerca de los ligures, en Italia”, “La Céltica está en Asia Menor [Turquía]”, “La Céltica está más allá de las Columnas de Hércules”.
Estos celtas asentados en el territorio que actualmente ocupa toda Francia, fueron llamados en la Antigüedad por los romanos galos, y el territorio, Galia Transalpina. Así mismo otros grupos de galos se habían asentado en el norte y centro de Italia, siendo llamados por los romanos galos de la Galia Cisalpina. Otros grupos celtas habían seguido su camino cruzando los Pirineos hasta Hispania, donde se mezclaron con los pueblos indígenas y cuya fusión dio lugar a lo que los historiadores llamaron Celtíberos.
Algunos autores explican la confusión que hubo entre el término latino gallus, con el significado de galo, y su homónimo gallus, con el significado de gallo (ave de corral), en francés coq. Según explica el lingüista francés Paul Robert, hasta el año 1138 se utilizaba en Francia el término jal (derivado del latín gallus) para designar al gallo. A partir de entonces se usó el nombre onomatopéyico coq. Pero en el Renacimiento se empleó el juego de palabras de la homonimia y se tomó como emblema de Francia el gallo. Según M. Robert, a partir del siglo XV se empezó a usar en Francia la palabra gaulois como sinónimo de celta o galo.

## Los galos de Asia Menor

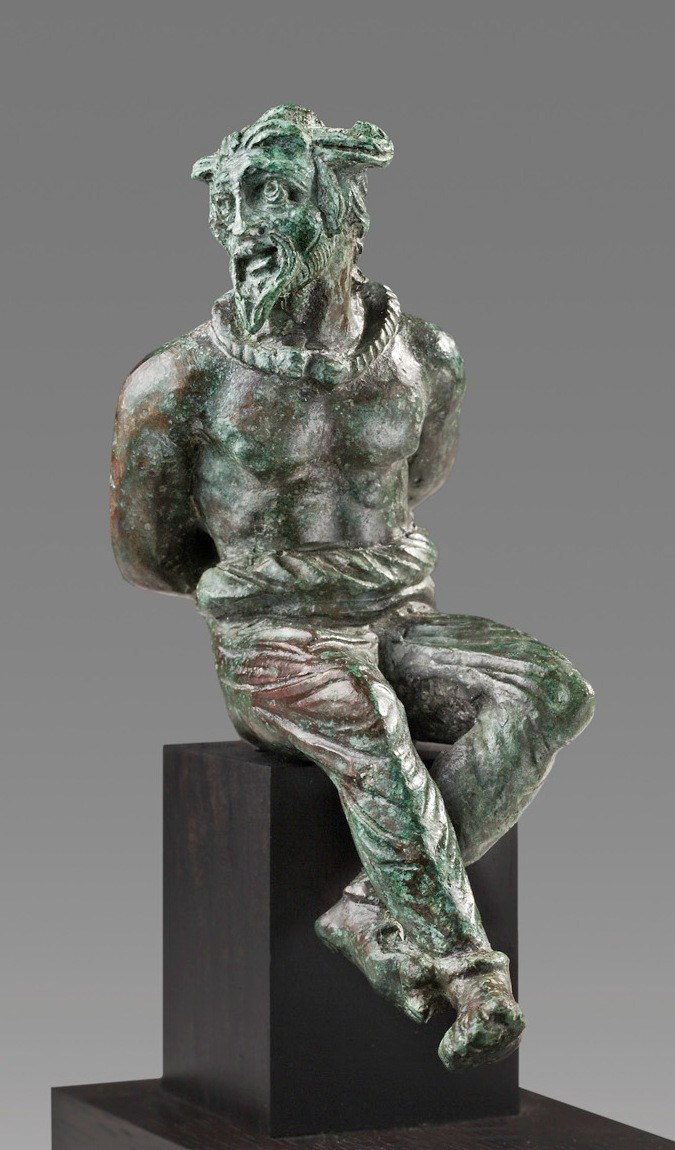
Estatuilla Romana de Bronce de un Galo cautivo,

Más tarde, en el siglo III a. C., hubo una gran migración de galos hacia Oriente, recorriendo toda Grecia y llegando hasta Asia Menor donde, después de grandes enfrentamientos con Eumenes I y Átalo I (reyes de Pérgamo), fueron rechazados por estos y se dirigieron a la zona central de Capadocia, donde se asentaron formando una región que pasó a llamarse Galacia y, por tanto, sus habitantes (los galos) pasaron a llamarse gálatas o galateos.
No fue a este grupo étnico a los que se dirigió el apóstol Pablo en su famosa Epístola a los Gálatas. Las “congregaciones de Galacia” (1:2) a las que Pablo escribió eran una mezcla de judíos y no judíos, siendo estos últimos prosélitos circuncisos y gentiles incircuncisos, algunos de los cuales probablemente eran de ascendencia celta. (Hch 13:14, 43; 16:1; Gál 5:2.) A todos se les llamaba cristianos gálatas porque vivían en Galacia. El tenor de la carta hace pensar que Pablo estaba escribiendo a aquellos cristianos del S. de esta provincia romana con los que estaba bien familiarizado, y no a personas de la parte septentrional que le eran totalmente desconocidas y a las que al parecer nunca visitó. 
La antigua ciudad de Ankara, que fue sometida antaño por Alejandro Magno, pasó a ser la capital de esta región, con el nombre de Ancyra. La dinastía turca de los selyúcidas la rebautizó más tarde como Angora. El nombre de Ankara fue restablecido en 1930.

## La romanización

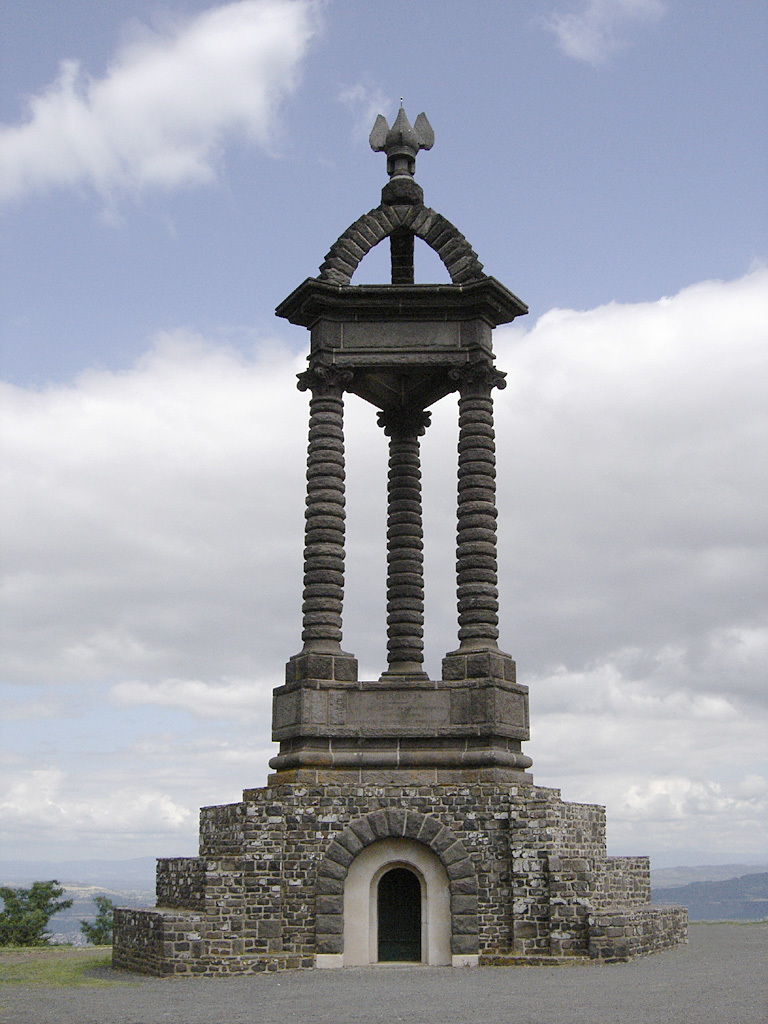
Monumento a Gergovia.

Julio César se dirigió contra las tribus celtas de las Galias entre el 58 y el 51 a. C. y escribió sus experiencias en De Bello Gallico (‘sobre la guerra de las Galias’). La región que entonces conquistaría César era la Galia Transalpina, donde se hallaba incluida la Gallia Comata o Melenuna (Galia cabelluda). César describió a los galos como individuos inteligentes, muy activos, impulsivos e inestables. El entonces cónsul romano acudió al territorio de la Galia Melenuna para socorrer al pueblo heduo, el cual creía que los helvecios, asentados en lo que hoy es Suiza, sintiéndose amenazados por los germanos, deseaban invadir sus tierras, cuando en realidad sólo la pensaban atravesar en su paso hacia el pago de los Santones, al norte de la Aquitania. 
Más tarde los mismos heduos, que estaban en lucha contra los celtas de la Galia Bélgica, volvieron a pedir su ayuda. Como la paz duraba poco en esos territorios, las continuas disputas entre las dos grandes confederaciones de heduos y arvernos, y la amistad con que Roma había distinguido a los primeros, es por lo que Julio César ve la excusa perfecta para instalarse en el lugar. Siempre con el pretexto de pacificar la región, lleva a cabo diversas acciones en contra de varias tribus galas, y en 56 a. C. libró una batalla naval contra los vénetos en su paso hacia Britania (Gran Bretaña).
En el año 55 a. C., pueblos celtas, a los que Julio César confunde con germanos, se hallaban muy cerca de las Galias, en la otra orilla del Rin. César mandó a su legión que construyera un puente de madera sobre el río y lo cruzó para luchar contra ese pueblo. De esta forma, evitó una nueva invasión. Fueron dos campañas brillantes y temerarias contra Ariovisto, el jefe "germano", que a pesar de ser su ejército mucho más numeroso fue aniquilado por los romanos cerca de Ostheim (en la actual Alsacia, Francia).

## La lengua
Los galos hablaban diferentes dialectos de una lengua céltica perteneciente a la familia indoeuropea, que en la actualidad está extinta.
En la zona de Aquitania hablaban probablemente lenguas vascas, siendo esta zona bastante más amplia de lo que es actualmente. Ninguna de las lenguas que en estos tiempos se ha dado en llamar “lengua celta” proviene de aquella lengua hablada por los galos o los celtas. La lengua que se habla en Bretaña es una herencia de la gente que llegó de Gran Bretaña durante los primeros siglos de la era cristiana.
Se conoce poca escritura de los galos y se cree que esto se debe a los tabúes religiosos que tenían en este tema de la escritura. Después de su contacto con griegos y romanos utilizaron el alfabeto de unos y de otros.

## Galos famosos
- Vercingetórix, rey de la coalición de los galos que se opuso a la conquista romana y también a los heduos.
- Lucterio, último jefe galo que opuso resistencia a Julio César en Uxelloduno (Puy d’Issolud, Quercy).
- Ambiórix, rey de una de las tribus belgas.
- Breno, rey de los galos que invadió Macedonia y Tesalia al frente de una confederación de tribus galas.
- Breno, nombre del caudillo galo que invadió Roma en el año 385 a. C., devolviendo la ciudad luego de que sus nobles y gobernantes le pagasen un tributo.
- Crixo (o Criso) (d. 72 a. C.), un líder de la rebelión de esclavos en la tercera guerra servil, con Espartaco y Enomao.